# Monges Carmelites
|  | Per a altres significats, vegeu «carmelites descalces». |

Les Monges Carmelites (en llatí Moniales Ordinis Carmelitarum) són religioses de vots solemnes; pertanyen a un orde mendicant femení que és el segon orde de l'Orde de la Mare de Déu del Mont Carmel. Com els frares de la branca masculina, posposen al seu nom les sigles O.C. o O.Carm.

## Història
Cap al segle xiii, quan els carmelites van començar a estendre's per Europa, moltes dones van voler vincular-s'hi, seguint-ne la regla i els hàbits en la seva vida i constituint comunitats, tot i que no eren reconegudes oficialment.
El reconeixement eclesiàstic d'aquestes comunitats femenines va donar-se amb Nicolau V que, a petició del prior de Florència Bartolomeo Soderini, que havia concedit l'ús de l'hàbit carmelita a tres comunitats de dones en 1450, va promultar la butlla Cum Nulla (7 d'octubre de 1452) que permetia la formació de comunitats de dones laiques en instituts de vida consagrada, com també de comunitats de religioses, en el si de l'orde carmelita.

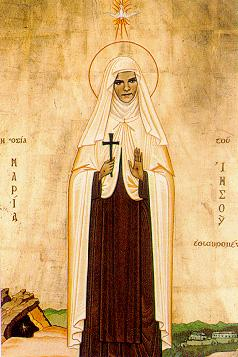
Icona de la beata Maria de Betlem, mostrant l'hàbit de l'orde.

El 15 d'agost de 1450 s'havia fundat el monestir de S. Maria degli Angeli a Florència, considerat el primer de l'orde; quatre dones pies, Innocenza de' Bartoli, Anna de' Davanzati, Sara dei Lapaccini i la seva filla Lena, van rebre l'hàbit de l'orde carmelita a l'església del Carmine de Florència. Van viure durant quatre anys a la seva casa particular una veritable vida contemplativa en una organització molt simple i evangèlica, fins que el prior va obtenir la butlla de reconeixement. En 1454, la vídua Andrea Bonarli va fer donació d'una casa seva perquè les monges la poguessin ocupar, naixent així el convent de S. Maria degli Angeli. Va tenir diversos canvis, ja imposats per les mateixes germanes, ja per les autoritats, fins que al segle xvi va adoptar la forma de monestir de clausura. Una evolució similar van tenir comunitats diverses a França, Espanya i els Països baixos.
El prior de l'orde, Jean Soreth va acollir favorablement la butlla concedida a les comunitats florentines i el novembre del mateix 1452, amb algunes modificacios la va adoptar per a estendre-la a altres fundacions. Ell mateix va fundar-ne una a Lieja, que es pot considerar el primer convent de l'orde.
Una de les primeres figures importants de l'orde va ser Francesca d'Amboise (1427-1485), duquessa de Bretanya qui, vídua en 1457, va fer-se carmelita i fundà els monestirs de Bondon, a Vannes, i Nantes. Juntament amb Soreth, va tenir una gran influència en la legislació de les monges carmelitanes i els estatuts i reglament dels seus convents van adoptar-se després ala altres, com l'estil de vida claustrual, de clausura, inspirat al de les monges de l'Orde del Cister.
De tota manera, van ser comunitats que no van crear un estil propi comú de vida monàstica; el carisme i projecte de vida espiritual variava entre un convent i un altre, tenint com a vincles el seguiment de la regla carmelitana i el suport espiritual dels frares de l'orde.
En 1562 Teresa de Jesús va iniciar-ne la reforma per tal d'adaptar la vida carmelitana a les directrius de vida religiosa femenina proposades al Concili de Trent. Amb el temps, els convents reformats van constituir un orde separat, el de les Monges Carmelites Descalces.

## Activitat i difusió
És un orde de clausura, dedicat a la vida contemplativa, la pregària i el treball al convent (treballs manuals, de secretaria, artesanals, etc.).
En acabar 2007 hi havia 861 monges carmelites en 75 monestirs a: Brasil, República Txeca, República Dominicana, Filipines, Alemanya, Indonèsia, Itàlia, Kenya, Països Baixos, Perú, Puerto Rico, Portugal, Espanya, Estats Units i Veneçuela. A més a més, hi ha 3 eremitoris amb 12 eremites.